# Nisan Slomjanski
Nisan Slomjanski (hebrejsky ניסן סלומינסקי‎, * 10. ledna 1946, Ramat Gan) je izraelský politik a poslanec Knesetu za stranu Židovský domov.

## Biografie
Narodil se roku 1946 ve městě Ramat Gan v tehdejší mandátní Palestině. Sloužil v izraelské armádě v jednotkách nachal a ve vojensko-náboženské přípravce hesder ješiva. Dosáhl hodnosti poručíka (Segen). Studoval na ješivě Nachal Jicchak napojené na hnutí Bnej Akiva v obci Nechalim. Získal pak osvědčení pro funkci rabína na náboženském institutu Kerem be-Javne. Vysokoškolské vzdělání bakalářského typu v oboru fyzika a matematika a magisterské v oboru fyzika získal na Bar-Ilanově univerzitě, na Telavivské univerzitě dosáhl magisterský titul z židovského práva. Hovoří hebrejsky a anglicky.

## Politická dráha
V letech 1977–1998 byl starostou izraelské osady Elkana na Západním břehu Jordánu. Je jedním ze zakladatelů osadnického hnutí Guš Emunim a člen rady Ješa. Zasedal ve vedení Židovského národního fondu a v předsednictvu školy Orot a Ulpenat Elkana. Byl členem akademického senátu Bar-Ilanovy univerzity jako zástupce studentů.
V izraelském parlamentu zasedl poprvé po volbách do Knesetu v roce 1996, ve kterých kandidoval za Národní náboženskou stranu. Mandát ale získal až v květnu 1997 jako náhradník. Během zbytku volebního období byl členem výboru petičního, výboru House Committee, výboru státní kontroly, výboru pro zahraniční záležitosti a obranu a výboru pro vnitřní záležitosti a životní prostředí. Předsedal podvýboru pro civilní správu. Mandát ve volbách do Knesetu v roce 1999 neobhájil a do Knesetu se vrátil až po volbách do Knesetu v roce 2003. Zasedal ve výboru pro vnitřní záležitosti a životní prostředí, výboru pro zahraniční dělníky, výboru finančním, výboru pro ústavu, právo a spravedlnost a výboru pro jmenování rabínských soudců. V letech 2003–2006 byl předsedou poslaneckého klubu Národní náboženské strany.
Opětovně byl zvolen ve volbách do Knesetu v roce 2006, nyní již za střechovou kandidátní listinu Národní jednoty. Zastával post člena výboru pro jmenování rabínských soudců, pro drogové závislosti, finančního výboru a výboru House Committee.
Voleb do Knesetu v roce 2009 se Slomi'anski účastnil za stranu Židovský domov, ale mandát nezískal. Získal ho ve volbách v roce 2013. Mandát obhájil rovněž ve volbách v roce 2015.